# Роберт Херис
Роберт Денис Херис (енгл. Robert Harris; Нотингем, 7. март 1957) енглески је писац и бивши новинар. На почетку каријере је писао публицистику и новинске чланке, али је најпознатији по историјској фикцији. Најчешћа тематика његових романа су Други светски рат и Римско царство. Више његових романа су коришћени као предлошак за филмове, као што су Конклава, Официр и шпијун и Писац из сенке.

## Књижевни рад
Списатељска каријера Роберта Хериса је дужа од три деценије, и њен највећи део се бавио писањем историјске фикције. Обрађивао је више историјских периода и догађаја, као што је Први светски рат (Литица), Други светски рат (Енигма, Минхен, В2), Антички Рим (Помпеја, Империјум, Луструм, Диктатор), као и темом алтернативне историје (Отаџбина).
Више Херисових књига је адаптирано у филмске сценарије, и запажена је његова сарадња са Романом Поланским. Њих двојица су планирали филм по роману Помпеја који је отказан због штрајка глумаца, али су материјализовали своју сарадњу кроз филмове Писац из сенке и Официр и шпијун. Књиге по којима су такође снимљени филмови су и Отаџбина, Енигма, Архангелск, и Конклава.